# 文化 (波兰刊物)
文化（波蘭語：Kultura）波兰侨民文学政治杂志，在罗马和巴黎两地创办，由文学研究所（Instytut Literacki）于1947年至2000年出版。该杂志由耶日·盖德罗伊茨编辑和制作，并在他去世后停止发行。其他创建者还有约瑟夫·恰普斯基。